# Graphosoma semipunctatum
Espèce
Graphosoma semipunctatum, le graphosome ponctué, est une espèce d'insectes hétéroptères de la famille des Pentatomidae. Cette punaise vit exclusivement dans les régions méditerranéennes.

## Description
Cette espèce mesure entre 10 et 13 mm de long. Elle se distingue des autres Graphosomes principalement par ses bandes dorsales noires discontinues sur le pronotum. Les pattes sont toujours rouges avec une petite tache noire sur les fémurs et des tarses noirs. Une autre distinction morphologique concerne le connexivum qui est noir dans sa partie interne avec les bords latéraux orangés.

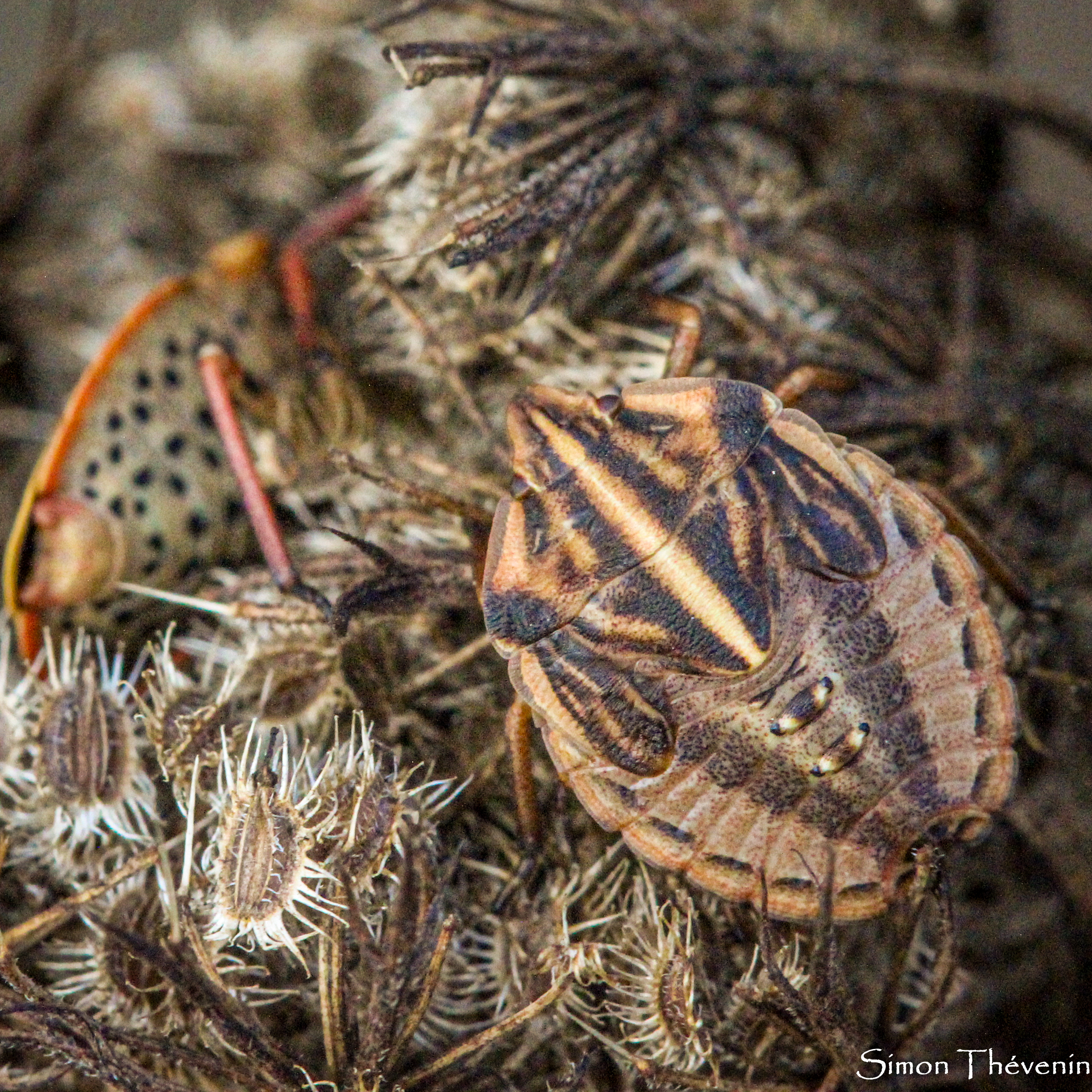
Graphosoma semipunctatum juvénile stade V

Sa couleur rouge servirait d'avertissement pour les prédateurs de son goût désagréable.
G. semipunctatum très proche de la punaise arlequin (G. lineatum). En Europe, elle peut également être confondue avec le graphosome d'Italie (G. italicum), qui vit parfois en sympatrie sur les mêmes plantes hôtes. Cependant, le motif du pronotum ainsi que la coloration du connexivum facilite son identification.

## Distribution et habitat
Comme les autres espèces du même genre, on trouve le graphosome ponctué en abondance sur les Apiaceae (ombellifères).
Son aire de répartition comporte l'ensemble du bassin méditerranéen, les pourtours de la mer Noire et jusqu'au Proche-Orient.

## Classification
L’espèce Graphosoma semipunctatum est décrite pour la première fois par l'entomologiste danois Johan Christian Fabricius en 1775.